# Petljakov
Biro V.M. Petljakova (rusko Опытное конструкторское бюро Петлякова, je bil sovjetski biro (OKB), ki je dizajniral vojaška letala. Vodja biroja je bil letalski konstruktor Vladimir Petljakov. Biro je bil kmalu po smrti Petljakova (1942), leta 1946 razpuščen.

## Letala
- Pe-2 'Buck'/PB-100, 1941.
  - VI-100/"100" prototip, visokovišinski lovec, 1939
  - Pe-2I lovec
  - Pe-3 večnamenski lovec, 23 zgrajenih, 1941
    - Pe-3bis večnamenski lovec, okrog 300 zgrajenih, 1941

  - Pe-4 Pe-2 z motorji Klimov VK-105PF
  - Vb-109 (V. Myasiščev) visokovišinski bombnik
- Pe-8/TB-7 štirimotorni bombnik, 1940